# Упша
У́пша — река в России, протекает в Республике Марий Эл. Устье реки находится в 32 км по левому берегу реки Большая Ошла. Длина реки — 12 км, площадь её водосборного бассейна — 50,1 км².
Исток реки в черте села Упша в 11 км к юго-западу от посёлка Оршанка. Течёт на запад, затем поворачивает на юг. В селе Упша и в деревне Васильевка на реке плотины. Впадает в Большую Ошлу напротив деревни Яныкайсола.

## Этимология
Гидроним имеет топооснову Упе, балтийская по происхождению.

## Данные водного реестра
По данным государственного водного реестра России относится к Верхневолжскому бассейновому округу, водохозяйственный участок реки — Волга от Чебоксарского гидроузла до города Казань, без рек Свияга и Цивиль, речной подбассейн реки — Волга от впадения Оки до Куйбышевского водохранилища (без бассейна Суры). Речной бассейн реки — (Верхняя) Волга до Куйбышевского водохранилища (без бассейна Оки).
По данным геоинформационной системы водохозяйственного районирования территории РФ, подготовленной Федеральным агентством водных ресурсов:
- Код водного объекта в государственном водном реестре — 08010400712112100001180
- Код по гидрологической изученности (ГИ) — 112100118
- Код бассейна — 08.01.04.007
- Номер тома по ГИ — 12
- Выпуск по ГИ — 1